# ASEC Ndiambour
ASAC Ndiambour is een Senegalese voetbalclub uit de stad Louga. Het is een van de succesvolste clubs van buiten de hoofdstad Dakar en kon reeds drie landstitels binnen rijven.

## Erelijst
Landskampioen
1992, 1994, 1998
Beker van Senegal
Winnaar: 1999
Finalist: 1985, 1996
Senegal Assemblée Nationale Cup
1998, 2002, 2004